# Chăm sóc tóc

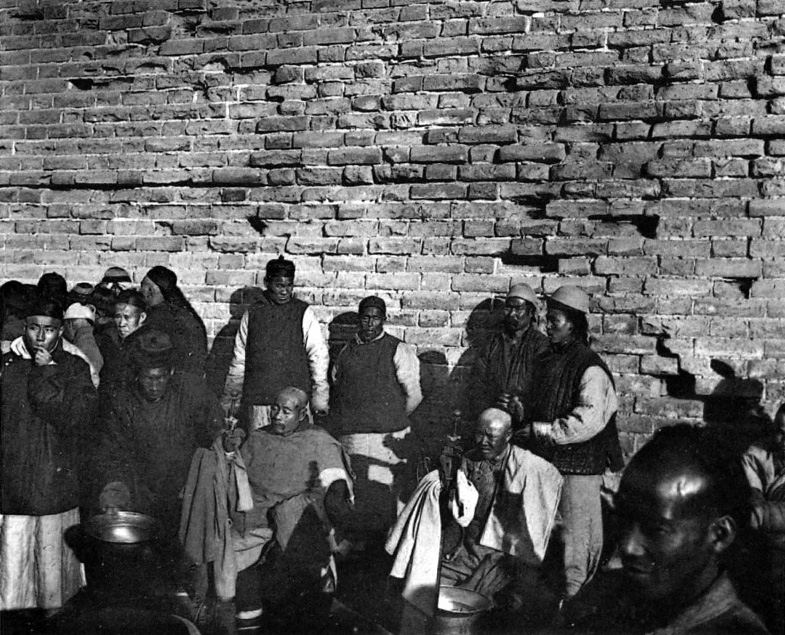
Chăm sóc tóc ở Thiên Tân, Trung Quốc vào cuối triều đại nhà Thanh.

Chăm sóc tóc là một thuật ngữ tổng thể cho việc vệ sinh và thẩm mỹ liên quan đến lông mọc ra từ da đầu của con người, và ở mức độ thấp hơn là lông trên khuôn mặt, lông mu và lông khác trên cơ thể. Thói quen chăm sóc tóc khác nhau tùy theo văn hóa của một cá nhân và đặc điểm vật lý của tóc. Tóc có thể được nhuộm màu, tỉa, cạo hoặc loại bỏ bằng các phương pháp điều trị như tẩy lông, triệt lông. Dịch vụ chăm sóc tóc được cung cấp trong tiệm, tiệm hớt tóc salon và spa làm đẹp, và các sản phẩm có sẵn trên thị trường để sử dụng tại nhà. Tẩy lông bằng laser và điện phân cũng có sẵn, mặc dù chúng được các chuyên gia được cấp phép trong các văn phòng y tế hoặc spa đặc biệt thực hiện.

## Làm sạch tóc và dưỡng tóc

### Quy trình sinh học và vệ sinh

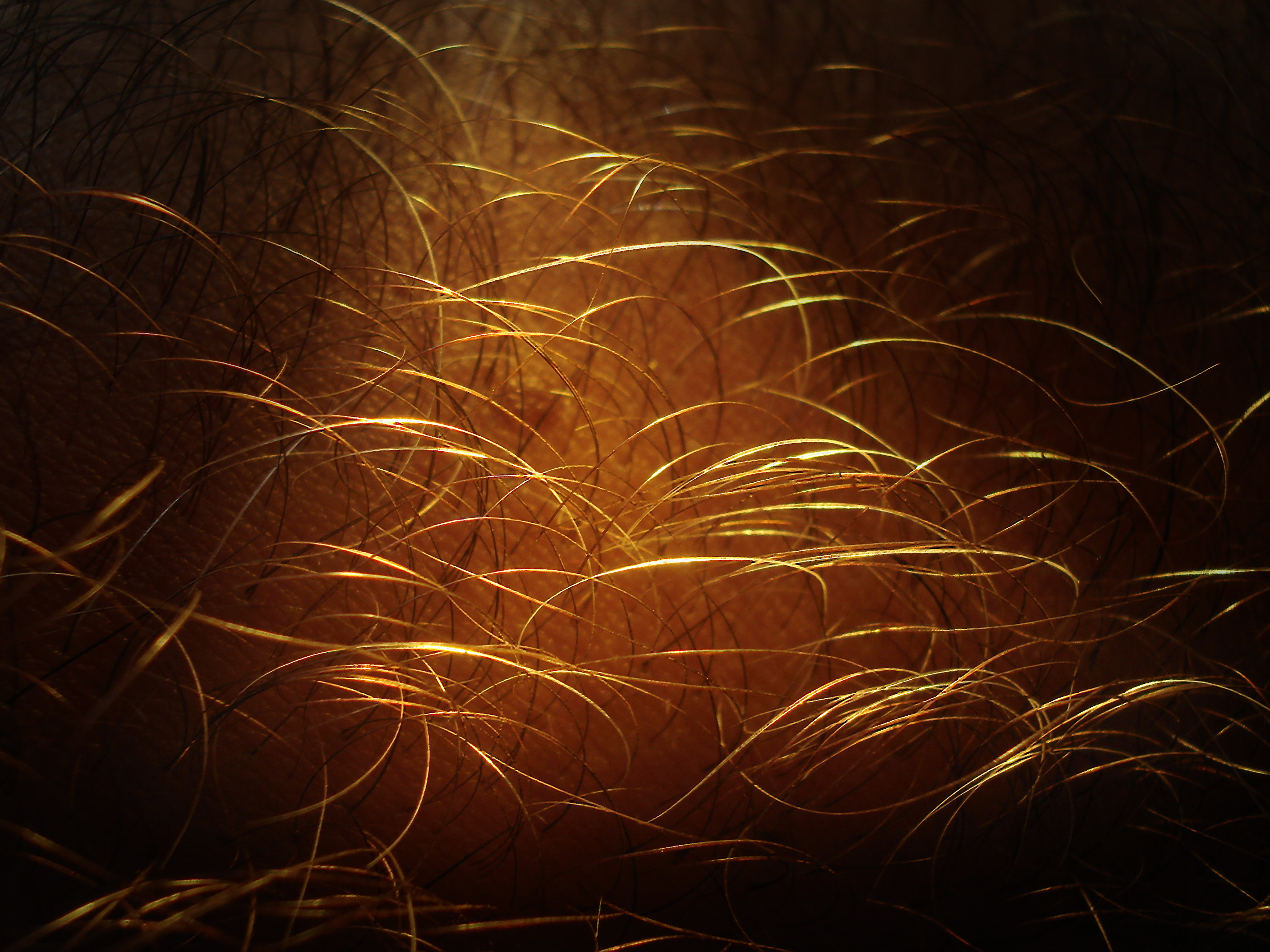
Cận cảnh tóc người

Chăm sóc tóc và chăm sóc da đầu có thể xuất hiện riêng biệt, nhưng thực sự đan xen vì tóc mọc từ bên dưới da. Các bộ phận sống của tóc (nang tóc, chân tóc, vỏ rễ và tuyến bã) nằm bên dưới da, trong khi các sợi tóc thực sự nổi lên (lớp biểu bì bao phủ vỏ não và tủy) không có quá trình sống. Hư hỏng hoặc thay đổi đối với trục tóc có thể nhìn thấy có thể được sửa chữa bằng quy trình sinh học, mặc dù có thể làm nhiều việc để quản lý tóc và đảm bảo rằng lớp biểu bì vẫn còn nguyên vẹn.
Da đầu, giống như bất kỳ da nào khác trên cơ thể, phải được giữ sức khỏe để đảm bảo cơ thể khỏe mạnh và sản xuất tóc khỏe mạnh. Nếu da đầu được làm sạch thường xuyên bởi những người có mái tóc xù hoặc có vấn đề rụng tóc, nó có thể dẫn đến rụng tóc. Tuy nhiên, không phải tất cả các rối loạn da đầu là kết quả của nhiễm trùng vi khuẩn. Một số phát sinh không giải thích được, và thường chỉ có thể điều trị các triệu chứng để kiểm soát tình trạng (ví dụ: gàu). Ngoài ra còn có vi khuẩn có thể ảnh hưởng đến tóc. Chấy có lẽ là bệnh về tóc và da đầu phổ biến nhất trên toàn thế giới. Chấy có thể được loại bỏ rất chú ý đến chi tiết và các nghiên cứu cho thấy nó không nhất thiết liên quan đến vệ sinh kém. Nhiều nghiên cứu gần đây tiết lộ rằng chấy thực sự phát triển mạnh ở tóc sạch. Theo cách này, việc gội đầu như một thuật ngữ có thể là một chút sai lầm, vì những gì cần thiết trong sản xuất và bảo dưỡng tóc khỏe mạnh thường chỉ đơn giản là làm sạch bề mặt da đầu, cách da trên toàn cơ thể đòi hỏi phải làm sạch để vệ sinh tốt.
Các tuyến bã nhờn trên da người sản xuất bã nhờn, được cấu tạo chủ yếu từ các axit béo. Bã nhờn có tác dụng bảo vệ tóc và da, và có thể ức chế sự phát triển của vi sinh vật trên da. Bã nhờn góp phần vào độ pH tự nhiên có tính axit nhẹ của da ở đâu đó trong khoảng từ 5 đến 6,8 trên phổ pH. Chất nhờn này cung cấp độ ẩm cho tóc và tỏa sáng khi nó di chuyển tự nhiên xuống thân tóc, và đóng vai trò là chất bảo vệ bằng cách ngăn tóc khô hoặc hấp thụ quá nhiều chất bên ngoài. Bã nhờn cũng được phân phối xuống thân tóc "một cách cơ học" bằng cách chải và chải. Khi bã nhờn xuất hiện quá nhiều, chân tóc có thể xuất hiện nhờn, nhờn và tối hơn bình thường và tóc có thể dính vào nhau.

### Làm sạch tóc
Một cách để phân phối dầu tự nhiên của tóc qua tóc là chải bằng bàn chải lông tự nhiên. Các sợi lông tự nhiên có hiệu quả di chuyển dầu từ da đầu đến giữa tóc và ngọn dài của tóc, nuôi dưỡng những phần tóc này. Chải da đầu cũng kích thích tuyến bã nhờn, từ đó tạo ra nhiều bã nhờn hơn. Khi bã nhờn và mồ hôi kết hợp trên bề mặt da đầu, chúng sẽ giúp tạo ra lớp phủ axit, là lớp bảo vệ của da.
Gội đầu giúp loại bỏ mồ hôi và dầu thừa, cũng như các sản phẩm không mong muốn từ tóc và da đầu. Thường tóc được gội như một phần của vòi hoa sen hoặc tắm bằng dầu gội, một chất hoạt động bề mặt chuyên dụng. Dầu gội hoạt động bằng cách thoa nước và dầu gội lên tóc. Dầu gội phá vỡ sức căng bề mặt của nước, cho phép tóc bị ướt. Điều này được gọi là hành động làm ướt. Hành động làm ướt được gây ra bởi phần đầu của phân tử dầu gội thu hút nước vào thân tóc. Ngược lại, đuôi của phân tử dầu gội bị thu hút bởi dầu mỡ, bụi bẩn và dầu trên thân tóc. Các tác động vật lý của dầu gội làm cho dầu mỡ và bụi bẩn trở thành một nhũ tương, và sau đó được rửa sạch bằng nước. Điều này được gọi là hành động nhũ tương hóa. Dầu gội không chứa sulfate ít gây hại cho tóc được xử lý màu hơn so với dầu gội thông thường có chứa sulfate. Sulfate loại bỏ dầu tự nhiên cũng như thuốc nhuộm tóc. Sulfate cũng chịu trách nhiệm cho hiệu ứng tạo bọt của dầu gội. Dầu gội có độ pH trong khoảng từ 4 đến 6. Dầu gội có tính axit là loại phổ biến nhất được sử dụng và duy trì hoặc cải thiện tình trạng của tóc vì chúng không làm phồng chân tóc và không làm mất đi các loại dầu tự nhiên.
Dầu xả thường được sử dụng sau khi gội đầu để làm phẳng lớp biểu bì của tóc, có thể trở nên thô ráp trong quá trình gội đầu. Có ba loại điều hòa chính: điều hòa chống oxy hóa, chủ yếu được sử dụng trong các tiệm sau các dịch vụ hóa học và ngăn chặn quá trình oxy hóa leo; điều hòa bên trong, đi vào vỏ của tóc và giúp cải thiện tình trạng bên trong của tóc (còn được gọi là phương pháp điều trị); và điều hòa bên ngoài, hoặc điều hòa hàng ngày, làm mịn lớp biểu bì, làm cho tóc sáng bóng, dễ chải và mượt mà. Dầu xả cũng có thể cung cấp một lớp bảo vệ vật lý cho tóc chống lại các tổn hại về thể chất và môi trường.